# 10688 Haghighipour
10688 Haghighipour este o planetă minoră (asteroid), cu un diametru de 16,735 km, din centura de asteroizi. A fost descoperită pe 28 februarie 1981 la Observatorul Siding Spring de Schelte J. Bus și a fost numită după Nader Haghighipour⁠(d). 
Obiectul prezintă o orbită caracterizată de o semiaxă mare de 3,146445 UAi, o excentricitate de 0,18, o înclinație de 9,58687 ° în raport cu ecliptica.